# Nazionale di quidditch del Regno Unito

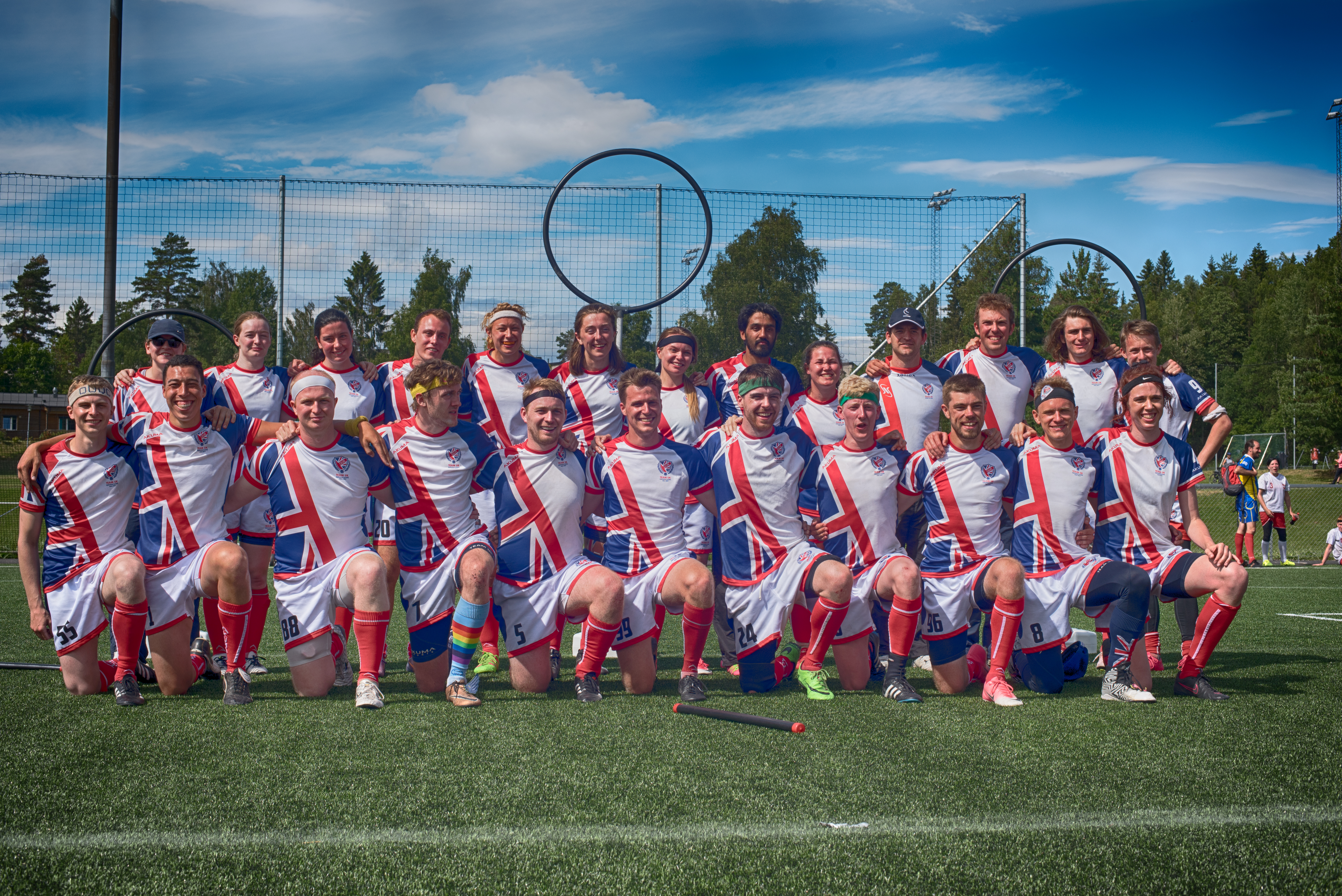
La nazionale britannica agli IQA European Games di Oslo nel 2017.

La nazionale britannica di quidditch, colloquialmente conosciuta come Team UK è la squadra nazionale ufficiali di quidditch del Regno Unito.

## Storia
Il Team UK fa il suo debutto nel 2012 agli IQA Summer Games di Oxford arrivando 5 su 5.Il team ha poi giocato ai Giochi Globali IQA 2014 arrivando 4 su 7. Nel 2017 vince per la prima volte i Giochi Europei.